# Tamara Gachechiladze
Tamara "Tako" Gachechiladze, coniugata Milanova (in georgiano თამარა "თაკო" გაჩეჩილაძე?; Tbilisi, 17 marzo 1983), è una cantante, compositrice e attrice georgiana.
Ha rappresentato la Georgia all'Eurovision Song Contest 2017 con il brano Keep the Faith, non riuscendo a qualificarsi per la finale.

## Biografia
Tako ha tentato di rappresentare la Georgia all'Eurovision Song Contest 2008 con la canzone Me and My Funky, piazzandosi decima su 12 partecipanti con lo 0,9% dei televoti. Ci ha riprovato per l'edizione successiva, questa volta come parte del quartetto Stephane & 3G, con We Don't Wanna Put In, che le ha garantito la vittoria. Tuttavia, la canzone è stata squalificata dall'Eurovision per via del suo messaggio fortemente politico (il titolo è da intendere come "Non vogliamo Putin"), in protesta alla seconda guerra in Ossezia del Sud del 2008, e per via del fatto che l'ente radiotelevisivo georgiano si rifiutava di scendere a compromessi per modificare il testo.
Il 20 gennaio 2017 Tako ha partecipato, oltre ad altri 24 artisti, al programma di selezione nazionale georgiano per l'Eurovision Song Contest 2017. Si è piazzata prima con 122 punti, ottenendo la possibilità di rappresentare la Georgia all'Eurovision con la sua canzone Keep the Faith.
A Kiev, la georgiana si è esibita per seconda nella prima semifinale. Ha ottenuto 99 punti, chiudendo undicesima, a soli 16 punti dalla Grecia, ultimo paese a qualificarsi.

## Discografia

### Singoli
- 2008 – Me and My Funky
- 2017 – Keep the Faith
- 2018 – Neighborhood (con BiBi Kvachi)